# Lista de referências culturais a Laranja Mecânica

Bart Simpson da série animada Os Simpsons fantasiado como Alex no episódio "A Casa da Árvore dos Horrores III".

As referências na cultura popular para o romance de Anthony Burgess Laranja Mecânica e a adaptação cinematográfica de Stanley Kubrick têm sido amplas, da música popular e televisão para filmes e outras mídias. Algumas referências são baseadas em temas centrais para a história, tais como o uso do Nadsat, enquanto outros têm incorporado elementos visuais do filme. O filme de Kubrick o fez um dos artistas mais influentes do século XX, e o filme se tornou um cult.

## Música
- Laranja Mecânica como outros romances distópicos de ficção científica, teve uma influência importante na indústria da música cyberpunk. A versão para o cinema influenciou os estilos visuais das bandas.[4]
- A banda inglesa Blur tomou emprestado o ambiente e imaginário de Laranja Mecânica para o clipe de sua música The Universal.[5]
- A banda de punk rock Ramones nomeou sua música em um carro onde Alex e seus drugues estão correndo em alta velocidade ("Durango 95"), e também aparecem vestidos como os personagens de Laranja Mecânica no popular álbum Too Tough to Die.
- O álbum de David Bowie, The Rise and Fall of Ziggy Stardust and the Spiders from Mars foi fortemente inspirado por Laranja Mecânica.[6]
- John Bonham da banda Led Zeppelin copiou a aparência de Alex DeLarge enquanto estava em turnê em 1975.[7]
- O clipe Welcome to the Jungle da banda Guns N' Roses apresenta Axl Rose, em cenas pontuais, amarrado em uma cadeira com uma cinta em sua testa enquanto assiste televisões empilhadas com imagens de violência e sexo, bem como o tratamento Ludovico em Laranja Mecânica.[8]
- O vocalista Gerard Way da banda My Chemical Romance apareceu vestido como Alex DeLarge.[7][9]
- O álbum A-Lex da banda de thrash metal brasileira Sepultura é inteiramente baseado em Laranja Mecânica.[10]
- A música Ultra Violent da banda de heavy metal brasileira Cavalera Conspiracy é baseada em Laranja Mecânica.[11]
- O lançamento do single da banda U2 em 1991, The Fly, tinha um pedaço de música intitulada Alex desce ao inferno por uma Garrafa de Leite/Korova 1 da pontuação da Royal Shakespeare Company. A interpretação foi feita por Bono e The Edge.[12]
- Lady Gaga usou a música inicial do filme como música de entrada durante seus shows em 2010.[13]
- O grupo New Order nomeou uma de suas músicas como Ultra-Violence em seu álbum Power, Corruption & Lies.[14]
- Kylie Minogue usava um suéter branco e cílios postiços, semelhantes aos de Alex, durante a apresentação em sua turnê Fever.[5]
- A banda polonesa Myslovitz possui um álbum intitulado Korova Milky Bar que se refere ao filme, comparando a atual situação social na Polônia.[15]
- A banda punk alemã Die Toten Hosen gravou um álbum intitulado Ein kleines bisschen Horrorschau (Um pouco de Horrorshow). Algumas partes foram interpretadas ao vivo durante uma produção teatral de Laranja Mecânica em Schauspielhaus Bonn.[16]
- A banda anglo-irlandesa Moloko retiraram seu nome do termo de gíria para leite. Da palavra russa para leite, молоко.[17]
- A banda Heaven 17, de Sheffield, Inglaterra, retiraram seu nome de um grupo musical pop fictício inserido no livro e no filme.[18]

## Televisão
- Tem havido referências ao filme na série animada South Park. No episódio "Coon 2: Hindsight", em uma cena na qual Coon (Eric Cartman) ataca o resto da gangue de guaxinins, é uma reminiscência da cena em que um dos membros da gangue insiste em que eles executem o "novo jeito", que implica menos poder para Alex (Cartman), então enquanto caminhava, Alex ataca os seus "drugues", a fim de restabelecer sua liderança.[19] A cena também possui a mesma música de jogo: um trecho de abertura de The Thieving Magpie de Gioacchino Rossini.
- A série animada Os Simpsons contém referências frequentes ao filme.[20][21] Em vários episódios, Bart Simpson é retratado como Alex DeLarge.

## Filmes
A versão cinematográfica de Laranja Mecânica imediatamente revolucionou o gênero de filmes de ficção científica, abrindo o caminho para outros filmes que retratam narrativas distópicas elaborar e analisar de forma inteligente dilemas sociais. Muitos diretores de cinema têm emprestado temas e técnicas cinematográficas do filme. O filme é uma parte essencial do cinema moderno e os filmes muitas vezes fazem referência a ele.
- Heath Ledger disse que baseou sua interpretação do Coringa em O Cavaleiro das Trevas em Alex DeLarge.[23][24]
- Filmes que utilizam técnicas cinematográficas semelhantes à Laranja Mecânica incluem: A Boy and His Dog, THX 1138 e Westworld.[1]
- A cena de tortura em Cães de Aluguel sendo definido como "Stuck in the Middle With You" foi descrito por Quentin Tarantino em uma entrevista como uma referência direta à cena em Laranja Mecânica, onde Alex chuta o escritor e estupra sua esposa cantando a melodia de Singin' in the Rain. Laranja Mecânica também é referenciado no início do filme, quando todos os homens estão andando em câmera lenta, como Alex e seus droogs fizeram.[25][26]
- Em Gangster No. 1, Malcolm McDowell, que interpretou Alex no filme, interpreta o gângster como uma versão mais antiga de Alex.[27]
- Em Trainspotting o diretor Danny Boyle faz referência ao bar onde Alex e seus drugues estão sentados durante a cena de abertura por ter um clube respeitado em seu filme com similar arte de texto.[5]
- Uma referência é feita pelos irmãos Coen no filme Fargo quando um personagem diz que eles estão na cidade para "o velho entra-e-sai entra-e-sai".[28]
- Em Batman & Robin os membros de gangues se assemelham aos drugues de Laranja Mecânica.[29]
- No filme Tenacious D: Uma Dupla Infernal, Jack Black, tentando dormir em um banco do parque, é atacado por uma gangue que estão vestidos como os drugues.[30]
- O protagonista de Adeus, Lênin! se chama Alex e o filme apresenta uma cena de orgia com a Abertura de Guilherme Tell.[31]

## Esportes
- O lutador profissional estadunidense Patrick Martin assumiu que retirou seu nome artístico Alex Shelley de Alex DeLarge.[32]
- A Seleção Neerlandesa de Futebol foi apelidada de Laranja Mecânica[33] na Copa do Mundo FIFA de 1974, devido as habilidades e uniforme laranja.

## Revistas
- A revista estadunidense de humor MAD lançou uma edição intitulada A Crockwork Lemon escrita por Stan Hart e ilustrada por George Woodbridge que apareceu nas bancas em junho de 1973. A ilustração de Norman Mingo mostra Alfred E. Neuman como Alex DeLarge.[34]